# Un país para comérselo
Un país para comérselo fue un programa de televisión emitido a través de La 1 de Televisión Española desde el 23 de septiembre de 2010. El espacio muestra al espectador un paseo de 45 minutos de duración por la gastronomía española. Fue presentado por los actores Imanol Arias y Juan Echanove en la temporada 1 y 2 y Ana Duato en la temporada 3 y 4.
Dirección de fotografía: Tote Trenas (Temporadas 1 y 2) Lucas Chelos (Temporada 3) 
Sonido: Antonio Carreres
Montaje: Eva Guerra, Jose Ramón Martínez (Temporadas 1 y 2) y José Luis Picado (Temporada 3)
Estilismo: Carla Orete
Dirección comercial: Clarisa Guercovich
Producción ejecutiva Grupo Ganga: Conchi Martinez (Temporada 1 y 2) Javier Cuadrado (Temporada 3)
Una producción de: Grupo Ganga y RTVE.

## Episodios y audiencias
| Temporada | Temporada | Episodios | Estreno                  | Final                   | Audiencia media | Audiencia media | Audiencia media |
| Temporada | Temporada | Episodios | Estreno                  | Final                   | Espectadores    | Cuota           |                 |
| --------- | --------- | --------- | ------------------------ | ----------------------- | --------------- | --------------- | --------------- |
|           | 1         | 12        | 23 de septiembre de 2010 | 9 de diciembre de 2010  | 2 431 000       | 17,3%           |                 |
|           | 2         | 13        | 15 de septiembre de 2011 | 15 de diciembre de 2011 | 2 084 000       | 13,5%           |                 |
|           | 3         | 11        | 9 de septiembre de 2013  | 18 de noviembre de 2013 | 1 259 000       | 8,9%            |                 |
|           | 4         | 13        | 6 de octubre de 2014     | 30 de diciembre de 2014 | 924 000         | 7,9%            |                 |
| Total     | Total     |           |                          | -                       | —               | —               |                 |